# 特拉奇
48°25′39″N 25°8′18″E / 48.42750°N 25.13833°E
特拉奇（烏克蘭語：Трач），是烏克蘭的村落，位於該國西部伊萬諾-弗蘭科夫斯克州，由科索夫區負責管轄，始建於1781年，面積5.78平方公里，2001年人口353，人口密度每平方公里61.07人。